# Acido eneicosaenoico
L'acido eneicosanoico o enicosilico è un acido grasso saturo lineare a catena molto lunga, composto da 21 atomi di carbonio, notazione delta: 21:0 e formula di struttura: CH3-(CH2)19-COOH.
Come la maggior parte degli acidi grassi saturi lineari con un numero dispari di atomi carbonio, l'acido eneicosanoico si presenta raramente e a basse concentrazioni in natura.
Si trova nel grasso corporeo umano e nel latte materno a circa lo 0,24%  degli acidi grassi. Fa parte dei fosfolipidi che lubrificano l'area di contatto della cartilagine con le articolazioni ed è un componente degli acidi grassi di membrana dei globuli rossi. È presente nei funghi Armillaria tabescens , ceppo Armillaria mellea e Armillaria gallica (≈4,5%) e in alcune piante.
In particolare, si trova  (≈0,72%) tra gli acidi grassi dell'olio di semi di Azadirachta excelsa, un parente dell'albero di Neem indiano,  al 1,9% tra gli acidi grassi nei semi Gahnia xanthocarpadi  e circa al 3,12% nell'olio di semi di Calophyllum elatum .
È stato rilevato, legato in un lipopolisaccaride, in alcuni microrganismi come Rickettsia typhi e Rickettsia prowazekii.